# Karel Anděl (politik)
Karel Anděl (7. listopadu 1876 Jundrov – 14. listopadu 1929 Brno) byl československý politik a meziválečný poslanec Národního shromáždění za Československou živnostensko-obchodnickou stranu středostavovskou.

## Biografie
Patřil mezi zakládající členy strany. V roce 1919 byl zvolen do ústředního výboru. V parlamentních volbách v roce 1920 se stal poslancem Národního shromáždění. Mandát obhájil v parlamentních volbách v roce 1925.
Profesí byl zemským živnostenským radou v Brně.
Zemřel v listopadu 1929 po dlouhé a těžké chorobě.